# عباس‌آباد (مازندران)
عباس‌آباد از شهرهای شهرستان عباس‌آباد واقع در ناحیه شمالی ایران است. این شهر از شمال به دریای مازندران، از جنوب به شهرستان کلاردشت، از غرب به شهر نشتارود و از شرق به شهر سلمان‌شهر (متل قو یا ساقی کلایه سابق) متصل می‌گردد. شهر عباس‌آباد بر اساس آخرین سرشماری مرکز آمار ایران در سال ۱۳۹۵ جمعیتی بالغ بر ۱۳٫۴۸۲ نفر را داراست. مردم عباس‌آباد از قومیت طبری هستند که ریشه در قوم آمارد و قوم تپوری دارند و به زبان طبری با گویش کلارستاقی صحبت می‌کنند. همچنین شهرهای کلارآباد و سلمانشهر زیر مجموعه اداری آن می‌باشند.

## تاریخچه

### پیشینه

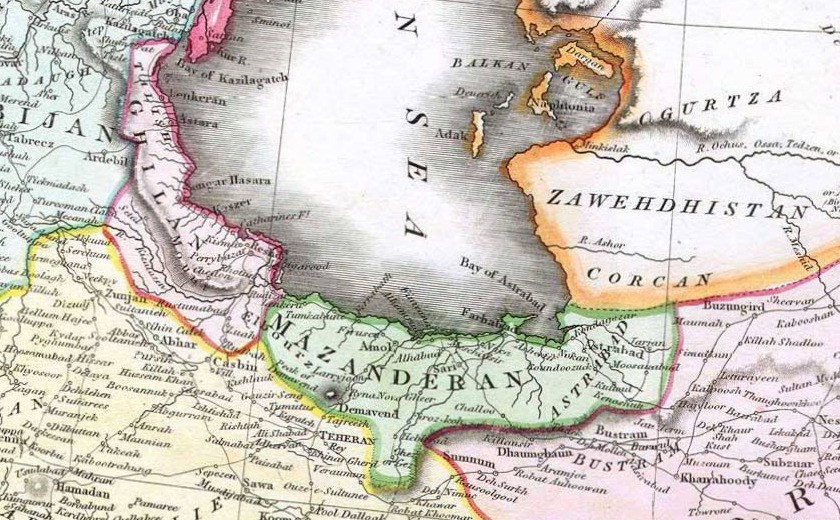
نقشه قدیم مازندران ۱۸۱۴ میلادی

نام تاریخی منطقه عباس‌آباد لنگا است. نام لنگا به سال ۲۷۷ ه‍.ق (در حدود ۱۱۰۰ سال پیش) به عنوان یکی از آبادی‌های غرب طبرستان برای اولین بار در تاریخ مازندران آمده‌است. از لنگا در زمان‌های قبل از حکومت علویان همیشه به عنوان یک آبادی از ولایات رویان یاد شده‌است. در گذشته منطقه رویان از شهرستان نور، نوشهر، چالوس، تنکابن و گاهی مرز غربی آن تا رودسر ادامه می‌یافت. همچنین دو گویش تاتی کجوری و تاتی کلارستاقی زیر مجموعه زبان کهن طبری گویش رویانی هستند که از شهرستان نور تا شهرستان تنکابن گویش می‌شود. گویش طبری رویانی زبان حکام اسپهبد رویان نیز بوده‌است.
لینگا در زبان طبری به معنی تراش یافته‌است و مخفف واژه مالینگا طبری است. مالینگا در زبان طبری به محل اطراف و پایگاه گفته می‌شود. همچنین واژه لینگ و لنگ در زبان طبری به معنای پا است.
نام لنگا در ارتباط با بندر و خلیجی بوده‌است که کشتی کوچک در ان لنگر انداخته و پهلو می‌گرفته‌اند. خلیج لنگا توقف گاه ابی بزرگ جهت بارگیری و حمل و نقل بشمار می‌رفت. بمناسبت وجود خلیج و بندر آباد این حدود لینگا و لنگرگاه نام گرفت.
چارلز فرانسیس مکنزی که در سال ۱۸۵۹ میلادی از این محل عبور کرده چنین وصفی در خصوص آن ارائه می‌دهد: «به دره زیبایی (عباس‌آباد) رسیدیم، این ده موقعیت خوبی دارد و روی پشته‌ای سرسبز و به فاصله کمی از کنار دریا قرار دارد. موقعیت عباس‌آباد از دهات بسیاری که تاکنون دیده بودم مناسبتر می‌نمود. نام این ده به شاه عباس مربوط نیست و نام یکی از اهالی محل است که بانی آن بوده… در این ده بیست و پنج خانه هست. یک قبرستان دارد که مانند سایر قبرستان‌های ایران، هیچگونه تزئیناتی نداشت.»

### دوران باستان

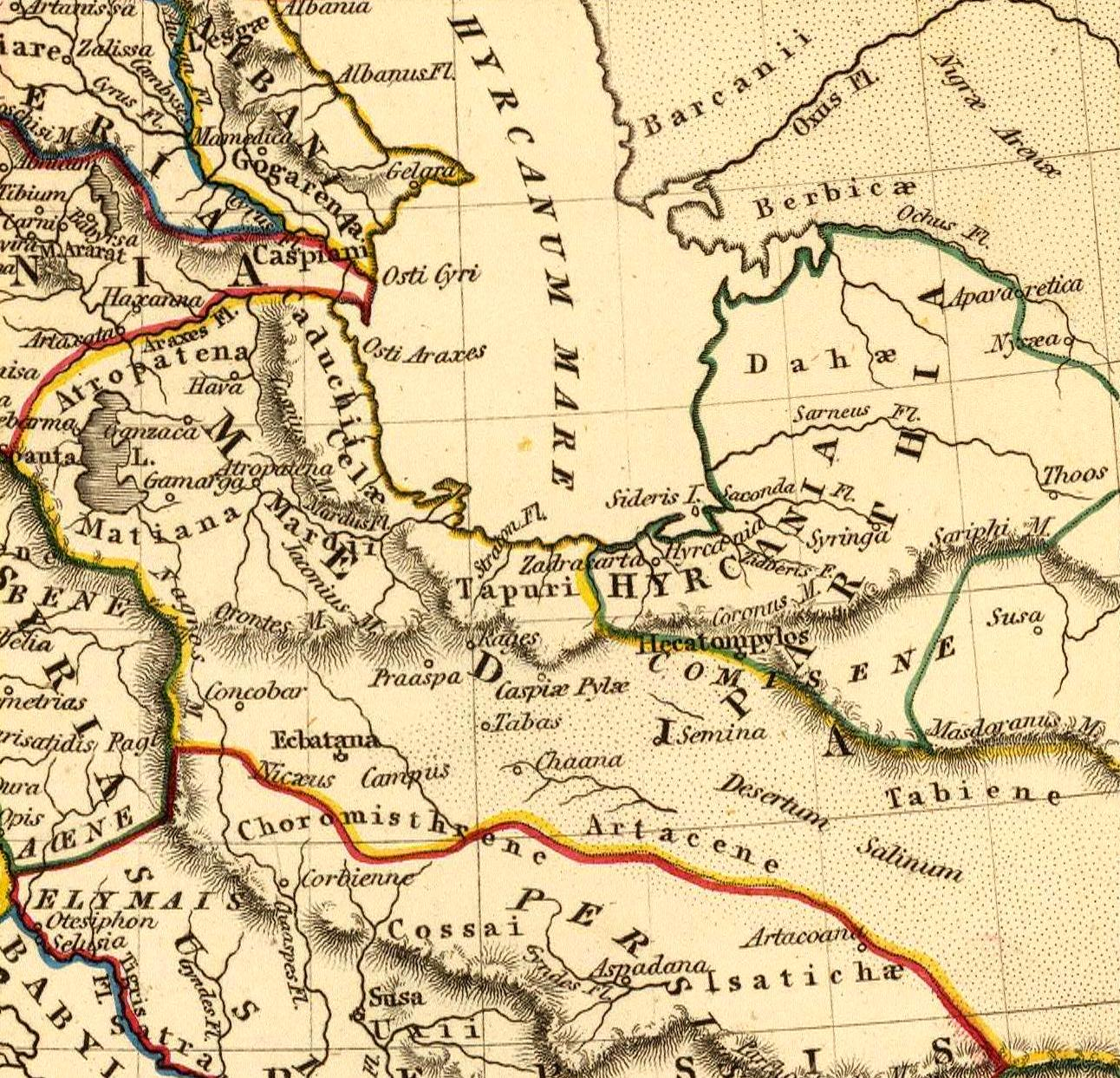
موقعیت تپورها در قرن دوم قبل از میلاد، از شرق سپیدرود تا اسرم هیرکانیا

استان مازندران پیش از اسلام تپورستان (به پهلوی: ) نامیده می‌شد که برگرفته از نام قوم تپوری (به یونانی: Τάπυροι) می‌باشد که پس از اسلام قوم طبری نام گرفتند و سرزمینشان طبرستان نامیده شد.
به اعتقاد مورخان آماردها نخستین سکنه باستانی مازندران بودند و آماردها از آمل تا تنکابن و تپورها از آمل تا گرگان سکونت داشتند. در عصر هخامنشی در کرانه جنوبی دریای مازندران اقوام، تپوری، آمارد، آناریاکه و کادوسی سکونت داشتند. مورخان آماردها را به مردمان داهه و سکایی و پارسی پیوند داده‌اند.
هرودوت از قبیله مارد (mardes) در کنار دائی‌ها (daens)، دروپیک‌ها (dropiques)، و ساگارتی‌ها (sagarties) به عنوان پارس‌های کوچنشین و صحراگرد یاد کرده‌است. پلینیوس مورخ یونانی محل آماردها را قسمت شرقی مارگانیا شناسایی کرده‌است. استرابون(۶۳ ق. م) قوم آمارد را در کنار اقوام تپوری، کادوسی و کرتی به عنوان اقوام کوهستان نشین شمال کشور یاد می‌کند. استرابو می‌نویسد: تمام مناطق این کشور به استثنای بخشی به سمت شمال که کوهستانی و ناهموار و سرد است و محل زندگی کوهنشینانی به نام کادوسی (Cadusii) و آماردی (Amardi) و تپوری (Tapyri) و کرتی (Cyrtii) و سایر مردمان دیگراست، حاصلخیز است.
به گفته واسیلی بارتلد تپوری‌ها در قسمت جنوب شرقی ولایت سکونت داشتند و در قید اطاعت هخامنشیان درآمده بودند و آماردها مغلوب اسکندر مقدونی و بعد مغلوب اشکانیان شدند و اشکانیان در قرن دوم ق. م. آنها را در حوالی ری سکونت دادند و اراضی سابق آماردها به تپوری‌ها اهدا شد و بطلمیوس در شرح دیلم یعنی قسمت شرقی گیلان در ساحل بحر خزر در آن زمان از تپوری‌ها نام می‌برد. به گفته یحیی ذکا در «کاروند کسروی» آورده‌است: آماردان یا ماردان، در زمان لشکر کشی اسکندر مقدونی به ایران، این تیره در مازندران نشیمن می‌داشتند و آن هنگام هنوز قبایل تپوران به آنجا نیامده بودند. به گفته مجتبی مینوی قوم آمارد و قوم تپوری در سرزمین مازندران می‌زیستند و تپوری‌ها در ناحیه کوهستانی مازندران و آماردها در ناحیه جلگه‌ای مازندران سکونت داشتند. در سال ۱۷۶ ق. م فرهاد اول اشکانی قوم آمارد را به ناحیه خوار کوچاند و تپوری‌ها تمام ناحیه مازندران را فرو گرفتند و تمام ولایت به اسم ایشان تپورستان نامیده شد. سرزمین لنگا و تنکابن بخشی از سرزمین دو قوم تپوری و آمارد بود.

## ادبیات شفاهی عباس‌آباد

### نمونه واژگان گویش عباس آبادی
شماری از واژه‌های طبری در گویش عباس آباد و کلاردشت و قائمشهر با برابر گیلکی و فارسی و انگلیسی آن در اینجا به الفبای فونتیک بین‌المللی آوانویسی شده‌است:
| مازندرانی (لهجه قائمشهر) | مازندرانی( لهجه عباس آباد) | مازندرانی (لهجه کلاردشت) | گیلکی          | فارسی        | فارسی آوانویسی شده | انگلیسی       |
| ------------------------ | -------------------------- | ------------------------ | -------------- | ------------ | ------------------ | ------------- |
| dim                      | dim                        | dim                      | dim            | روی/چهره/دیم‌‌‌ | ruy/čehreh         | face          |
| vače                     | vače                       | vače                     | zäy            | کودک/بچه     | kudæk/bæčé         | Child         |
| piyer                    | piyar                      | piyar                    | pier           | پدر          | pedær              | Father        |
| ši piyer                 | ši piyar                   | ši piyar                 | mərdə per      | پدرشوهر      | pedær šohar        | Father-in-law |
| kijâ/deter               | kijâ/detar                 | kijâ/detar               | kor/kilka/läku | دختر         | doxtær             | Girl/Daughter |
| rikâ/peser               | rikâ/pesar                 | rikâ/pesar               | rey/ri         | پسر          | pesær              | Boy/Son       |
| kerk                     | kerk                       | kerk                     | kark           | مرغ خانگی    | morgh khanegi      | Hen           |
| guw                      | gow                        | gow                      | gäb            | گاو          | gāv                | Cow           |
| melije                   | malije                     | malije                   | pitär          | مورچه        | murčé              | Ant           |
| kangeli                  | zanbur                     | zanbur/kangali           | siftäl=garzak  | زنبور        | zanbur             | Bee           |
| bâmeši                   | piča                       | piča/bameši              | piča/piche     | گربه/پیشی    | gorbe/piši         | Cat           |
| mičkâ                    | miška                      | miška                    | malĵå, čičini  | گنجشک        | gonješk            | Sparrow       |
| zemun/geder              | zamon                      | zamon                    | zəmat          | زمان         | zaman              | Time          |
| esare/rooja              | esâre/setâre               | esâre/setâre             | kiĵi/setarə    | ستاره        | setare             | Star          |
| nesum/sâyne              | nesum/sâye                 | nesum/sâye               | nesä/saye      | سایه         | saye               | Shadow        |
| jur                      | jur                        | jur                      | buĵor / jor    | بالا         | bāla               | Up            |
| gat                      | gat                        | gat                      | pilə=pila      | بزرگ         | bozorg             | Big           |
| vene                     | vashna                     | vene/eštehâ              | vastån         | اشتها یا میل | ešteha یا meyl     | Appetite      |
| bašendiyen               | barixtan                   | barixtan                 | šondån/fotan   | ریختن مایعات |                    |               |

ترانه‌ها

در ادبیات شفاهی مردم عباس‌آباد ترانه‌های طبری بسیاری وجود دارد که سینه به سینه به نسل‌های بعد منتقل شده‌است.
نمونه ای از ترانه‌های مردم عباس‌آباد:
| هوا ره ابر بَیته پاره‌پاره      |  | شراب در شیشه و می در پیاله |
| جوانان جمع بَبوین می را بَنوشین |  | خدا جون نَدِنه عُمرِ دوباره    |

ترجمه:
هوا را ابرهای پاره‌پاره گرفت و شراب در در شیشه و ساغر.
جوانان جمع شوید شراب جوانی را بنوشید، زیرا خداوند عمر دوباره نمی‌دهد.
| اگه یارِ مِنه شو بُرو      |  | نَترس از وَرف و از وارون بُرو |
| اگه دِشمن دَوِسه ته سرِ راه |  | بَباش ماهی و از روخونه بُرو  |

ترجمه:
اگه یار منی شب بیا و از برف و باران نترس.
اگر دشمن راه را بر تو بست، ماهی بشو از رودخونه بیا.
| شِمه کندای پیش مِن سبز بَبوم |  | مِنه وجین هاکُن خربزه بَبوم |
| مِنه وجین هاکُن بِل مِن بَرسم  |  | به توفیق خدا مطلب بَرسم   |

ترجمه:
شاید در حیاط خانه ات چون بوته ای سبز شوم و از نوازشت برخوردار گردم شاید وجودم میوه ببار آورم و خربزه شوم
مرا نوازش کن من به نوازشت نیازمندم بذار من بهت برسم، بهم توجه کن تا به لطف خداوند به ارزوهایم برسم
ضرب‌المثل‌ها
مردم عباس‌آباد به زبان طبری با گویش کلارستاقی سخن می‌گویند و در ادبیات شفاهی خود دارای ضرب‌المثل‌های فراوان خاص خود هستند.
نمونه ای از ضرب‌المثل‌های مردم عباس‌آباد:
تَشی شه وچه پشتِ دس کَشِنه، گونه اخی پنبه گونه کارِ مونِنه
ترجمه: خارپشت پشت بچه اش را دست می‌کشد و مدعی می‌شود مانند پنبه نرم است (کنایه از مهر فرزندی)
هر سر یه عقل دارنه، هر دل یه غم
ترجمه: هر سری عقل دارد و هر دلی غم دارد.
دریا شه کین صدا ره نَشنَوِنه
ترجمه: دریا خروش امواج خود را نمی‌شنود
آدم بی مار و خاخر تونّه دَوِّه بی همسایه نَتونه
ترجمه: انسان بدون خواهر و مادر می‌تواند زندگی کند اما بدون داشتن همسایه خوب زندگی مشکل است

## مردم
جمعیت
عباس‌آباد بر اساس آخرین آمار سازمان سرشماری ایران در سال ۱۳۹۵ جمعیتی بالغ بر ۱۳،۴۸۲ نفر را دارد و مردم آن به زبان طبری با گویش کلارستاقی صحبت می‌کنند همچنین شهرهای کلارآباد و سلمانشهر زیر مجموعه اداری آن می‌باشند.
فرهنگ
مردم عباس‌آباد به زبان طبری گویش کلارستاقی سخن می‌گویند، این زبان در منطقه عباس‌آباد دارای ادبیات شفاهی غنی می‌باشد. همچنین رقص‌های مازندرانی همچون دروم (تکدست) و چکه‌سما در بین مردم این شهر رایج است. از رسومات سنتی مردم عباس‌آباد می‌توان به تیرماه سیزده، نوروزخوانی، چله شو، آفتاب خواهی، باران خواهی، آیین سنتی ۲۶ عید ماه، نوروز ، لال شو ، تیرگان و … اشاره کرد.
ورزش
مردم عباس‌آباد به ورزش پهلوانی علاقهٔ بسیاری دارند. شهر عباس‌آباد در کشتی لوچو، کشتی چَکِ چیشت، کشتی میس میسی و دیگر کشتی‌های محلی مازندرانی دارای قهرمانان شاخصی بوده‌است. مردم عباس‌آباد در رشته‌های رزمی همچون کشتی، وشوو و تکواندو دارای قهرمانان نامی کشوری و جهانی بوده‌اند. همچنین جوانان این شهر در رشته‌های تیمی همچون فوتبال، فوتبال ساحلی، فوتسال، والیبال، والیبال ساحلی نیز فعال هستند.
روستاها
این شهرستان دارای روستاهای زیادی است. بورآیش، مشهدی سرا، سیدمحله، کاظم‌کلا، کلاکرده، پلنگ‌کلا، سر لنگا، ماشال آباد، پرچ ور، هردورود، محمدحسین آباد، امرجکلا، شل محله ،کورکلا (شهیدمحله)، بالا پسنده و پایین پسنده، دراسره،خشکلا، تازه آباد، تیلور سر، جمشید آباد، چارز، کیاده، یالبندان، خوشامیان، اسبچین، جیسا شرقی، جیسا غربی، کرکاس، بااوج خیل شجاع محله (شل محله)، دانیال و…
اشتغال
شغل اصلی مردمان این شهر کشاورزی و باغداری می‌باشد. کشت برنج در فصل بهارآغاز شده و تا اواسط تابستان برداشت می‌شود. کیوی، پرتغال، نارنگی از مهم‌ترین محصولات باغداری این شهر می‌باشد. همچنین پرورش گل و گیاه در این شهر رونق بسیاری دارد.
صادرات گل
شهرستان عباس‌آباد با داشتن ۵۴ هکتار گلخانه و ۱۰۹ هکتار فضای باز یکی از قطب‌های تولید گل و گیاه مازندران است و ۱۰۲ بهره‌بردار در زمینه پرورش گل و گیاه در مناطق کلاراباد، سلمانشهر و عباس‌آباد مشغول فعالیت هستند.
معضلات شهری
باگسترش روزافزون شهرک‌سازی مناظر سرسبز این شهر در خطر نابودی قرار گرفته‌است. این فرایند به قدری شدت یافته که اکثر مردم اقدام به فروش زمین‌های کشاورزی خود نموده‌اند.

## جاذبه‌های توریستی
جنگل مازیچال
جنگل مازیچال یکی از قشنگ‌ترین جنگل‌ها و ییلاق‌های شمال ایران است. جنگل‌های این ناحیه در دسته جنگل‌های هیرکانی قرار می‌گیرد، یعنی قدمت آن به دورهٔ سوم زمین‌شناسی می‌رسد. همه جا پر از درختان بلوط، افرا و کاج سوزنی‌ست و تمشک، توت، سیب، گلابی، فندق، زغال‌اخته، آلو جنگلی، زرگ، ازگیل و زالزالک هم پیدا می‌کنید.
پارک ملی خشکه داران
این پارک حد فاصل نشتارود و شهرستان عباس‌آباد در کنار جاده واقع شده، این منطقه حفاظت شده به عنوان تنها جنگل جلگه ای و بکر و از آخرین بازمانده‌های اکوسیستم‌های جنگلی جلگه ای شمال ایران با مساحت تقریبی ۲ میلیون و ۶۰۰ هزار متر مربع مساحت به‌شمار می‌رود.
انواع مختلف گونه‌های جانوری و گیاهی مثل توسکا از نوع کرک که در ایران رو به انقراض است سه قلو انجیلی، انار، ممرز، بلوط، لیکلی یا کرات خرمندی، لرگ، ملج، انواع مهم شمشاد، ازگیل جنگلی و یاس وحشی در این جنگل وجود دارد.
گونه‌های متنوع و فراوان جانوری نیز از قدیم در آن زندگی می‌کردند. حیواناتی مثل شغال، گرگ، خوک، گربه وحشی و پرندگانی مثل حواصیل خاکستری، قره، غاز، مرغابیها، دار غاز باکلان، اگوت بزرگ و کوچک. در حاشیه این منطقه نیز یک موزه تاریخی طبیعی ایجاد شده که مجموعه تاکسیدرمی از حیوانات وحش شمال ایران در آن به نمایش گذاشته شده.
جاده جنگلی کلاردشت به عباس‌آباد
جاده جنگلی کلاردشت به عباس‌آباد یکی از زیباترین جاده‌های ایران است. این جاده کلاردشت را به عباس‌آباد وصل می‌کند.
اماکن مذهبی
ازاماکن مذهبی این شهر می‌توان به بقعه سیدکیا ابوالحسن واقع در روستای زیارت ور از توابع دهستان لنگا در شهرستان عباس‌آباد قرار دارد اشاره کرد. به اجماع مورّخان، سیّد ابوالحسن المؤید باللَّه از رهبران زیدیّه می‌باشد.

## مشاهیر و افراد مشهور
- علی‌اصغر یوسفی‌نیا، مورخ، ادیب ، نویسنده
- محمد زهری، ادیب، شاعر
- رضا آذری شهرضایی، مورخ، نویسنده

جعفر ماشابااوجی، مترجم
رایکا امرجی، موسیقی
علی خلیلی، طراح، گرافیست